# Proinsulina

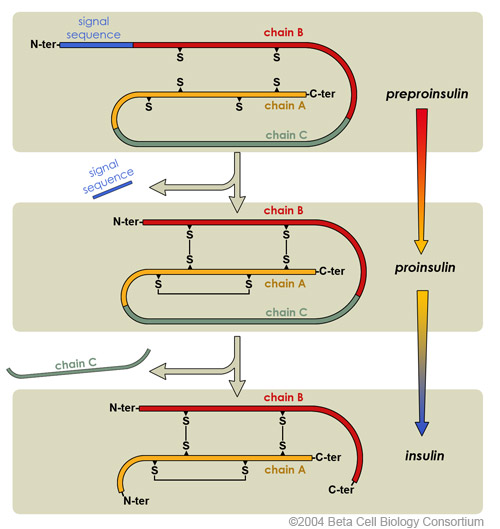
Schemat powstawania i obróbki insuliny. Widoczny jest jak z pierwotnego preprołańcucha insuliny odcinana jest sekwencja sygnałowa (ang.), a następnie peptydu (łańcucha) C (ang.), by powstała insulina

Schemat konformacji proinsuliny. 86 kółeczek oznacza aminokwasy. 35 szarych kółeczek to łańcuch C, wycinany przez proteazy

Proinsulina – peptyd, nieaktywny prekursor insuliny.
Proinsulina powstaje w trzustce, w komórkach β wysepek Langerhansa. Gen zlokalizowany na krótszym ramieniu chromosomu 11 (locus p15.5) koduje powstawanie prekursorowego peptydu preproinsuliny, liczącego u człowieka 110 aminokwasów. Preproinsulina zawiera fragment sygnałowy złożony z 24 aminokwasów, który w retikulum endoplazmatycznym pod wpływem odpowiedniej proteazy zostaje odcięty i w ten sposób powstaje proinsulina.
Proinsulina składa się z 86 aminokwasów. Łańcuch proinsuliny przyjmuje charakterystyczną konformację z mostkami dwusiarczkowymi (-S-S-) łączącymi łańcuchy A (21 aminokwasów) i B (30 aminokwasów). Podczas wydzielania insuliny w komórkach β 35-aminokwasowy fragment - peptyd C - jest odcinany i powstaje właściwy hormon. Najpierw endopeptydaza 1 przerywa połączenie peptydu C z łańcuchem B, potem endopeptydaza 2 powoduje przerwanie połączenia pomiędzy peptydem C a łańcuchem A. Do krwi dostają się niewielkie ilości proinsuliny. Z jednej cząsteczki proinsuliny powstaje w aparacie Golgiego komórki beta jedna cząsteczka insuliny i jedna cząsteczka peptydu C. Składniki te w takiej samej proporcji są wydzielane do krwi układu wrotnego.
Proinsulina ma bardzo małą aktywność biologiczną, a siła jej działania zmniejszającego glikemię jest równa 10–15% siły działania insuliny u człowieka.